# Ciclismo ai Giochi della XXVIII Olimpiade - Cross country femminile
La gara di Cross country femminile dei Giochi della XXVIII Olimpiade fu corsa il 28 agosto al Parnitha Olympic Mountain Bike Venue, in Grecia. Venne vinta dalla norvegese  Gunn-Rita Dahle, che terminò la gara in 1.56′51".
Alla gara presero parte 30 atlete.

## Risultati
Nota: DNF ritirato, DNS non partito, DSQ squalificato
| Pos. | Corridore             | Squadra       | Tempo    |
| ---- | --------------------- | ------------- | -------- |
| 1    | Gunn-Rita Dahle       | Norvegia      | 1h56′51" |
| 2    | Marie-Hélène Prémont  | Canada        | a 59"    |
| 3    | Sabine Spitz          | Germania      | a 2′40"  |
| 4    | Alison Sydor          | Canada        | a 2′56"  |
| 5    | Elsbeth van Rooy-Vink | Paesi Bassi   | a 4′50"  |
| 6    | Maja Włoszczowska     | Polonia       | a 5′17"  |
| 7    | Ivonne Kraft          | Germania      | a 8′27"  |
| 8    | Laurence Leboucher    | Francia       | a 8′43"  |
| 9    | Mary McConneloug      | Stati Uniti   | a 8′21"  |
| 10   | Lisa Mathison         | Australia     | a 10′10" |
| 11   | Anna Szafraniec       | Polonia       | a 10′53" |
| 12   | Jimena Florit         | Argentina     | a 11′51" |
| 13   | Irina Kalent'eva      | Russia        | a 12′06" |
| 14   | Barbel Jungmeier      | Austria       | a 12′31" |
| 15   | Kiara Bisaro          | Canada        | a 12′59" |
| 16   | Robyn Wong            | Nuova Zelanda | a 14′08" |
| 17   | Ma Yanping            | Cina          | a 16′27" |
| 18   | Jaqueline Mourão      | Brasile       | a 17′01" |
| 19   | Katrin Leumann        | Svizzera      | a 19′16" |
| 20   | Maria Östergren       | Svezia        | a 19′25" |
| 21   | Jenny McCauley        | Irlanda       | a 1 giro |
| 22   | Yukari Nakagome       | Giappone      | a 1 giro |
| 23   | Karen Matamoros       | Costa Rica    | a 1 giro |
| 24   | Elina Sofocleous      | Cipro         | a 2 giri |
| DNF  | Marga Fullana         | Spagna        | -        |
| DNF  | Magdalena Sadłecka    | Polonia       | -        |
| DNF  | Barbara Blatter       | Svizzera      | -        |
| DNF  | Mette Andersen        | Danimarca     | -        |
| DNF  | Paola Pezzo           | Italia        | -        |
| DNF  | Janka Števková        | Slovacchia    | -        |